# Leszek Wolski (inżynier)
Leszek Wolski (ur. 1936, zm. 22 kwietnia 2025) – polski inżynier, profesor nauk technicznych.

## Życiorys
W 1961 r. ukończył studia w Politechnice Warszawskiej.  W 1992 r. uzyskał tytuł profesora nauk technicznych. Był zatrudniony w Instytucie Budownictwa, Szkole Nauk Technicznych i Społecznych w Płocku na Wydziale Budownictwa, Mechaniki i Petrochemii Politechniki Warszawskiej.
Pochowany na cmentarzu Bródnowskim w Warszawie (kwatera 32G-5-29).

## Odznaczenia i wyróżnienia
- Krzyż Kawalerski Orderu Odrodzenia Polski[1]
- Złota Odznaka „Zasłużony dla Budownictwa[1]
- Medal Komisji Edukacji Narodowej[1]
- Nagroda Rektora (wielokrotnie)[1]
- Odznaka honorowa „Zasłużony dla Warmii i Mazur”[1]
- Srebrny Krzyż Zasługi[1]
- Złoty Krzyż Zasługi[1]